# Заповедная аллея
Запове́дная аллея — аллея в Приморском районе Санкт-Петербурга. Проходит от Заповедной улицы до Орлово-Денисовского проспекта.

## История
Дорога появилась в 1950-х годах при продлении Заповедной улицы на запад до филиала ФТИ им. А. Ф. Иоффе и вплоть до 2017 года входила в её состав. При продлении Заповедная улица разветвлялась: одна часть (западная) прошла до ФТИ им. Иоффе, другая часть — до складов Госрезерва.
12 августа 2014 года участок западного проезда Заповедной улицы был включен в состав Орлово-Денисовского проспекта, улицы Академика Харитона и улицы Лётчика Паршина.
31 января 2017 года западная часть Заповедной улицы (от развилки в Ново-Орловском лесопарке до Орлово-Денисовского проспекта) выделена в самостоятельную магистраль, названную Заповедная аллея.

## Транспорт
Ближайшие к Заповедной аллее станции метро — «Проспект Просвещения» и «Озерки» Московско-Петроградской линии — находятся на расстоянии около 2,1 км по прямой от начала улицы.
По Заповедной аллее проходит социальный автобусный маршрут № 38.

## Общественно значимые объекты
- Ново-Орловский лесопарк;
- Конно-спортивный клуб «Заповедный» — дом 49, корпус 2, литера В.